# Leiston
Leiston est une ville du Suffolk, en Angleterre. Elle est située dans l'est du comté, à 3 km du littoral de la mer du Nord et à 35 km au nord-est d'Ipswich. Administrativement, elle relève du district de East Suffolk. Au recensement de 2011, elle comptait 5 508 habitants.

## Étymologie
Ce toponyme est attesté sous la forme Leistuna dans le Domesday Book, compilé en 1086. Il pourrait désigner une ferme (tūn) située à proximité d'un feu servant de balise (lēg).